# Шахтау
Шахта́у (башк. Шаһтау, Шәкетау — «шах-гора», «царь-гора») — один з чотирьох шиханів, який перебував у Ішимбайському районі, на кордоні з мікрорайоном Шахтау міста Стерлітамака. 

## Загальна інформація
Назва гори відрізняється великою варіативністю: Шахтау, Шах-тау,Шах-Тау, Шакетау, Шекетау, Ашак-тау, Цар-гора. Назва Шахтау відома у балкарців і карачаївців, так вони називають Ельбрус.
Як і інші шихани, Шахтау — залишок нижньопермського (пізній палеозой) рифового масиву.
Шахтау поряд з Торатау, Юрактау і Куштау складає ланцюжок із чотирьох шиханів в околицях міст Ішимбая та Стерлітамака, що був обраний в шорт-лист проекту «Сім чудес Росії» (як Шихани).
В даний час гора повністю знищена унаслідок діяльності копальні Шахтау, що видобуває вапняк для виробництва кальцинованої соди та цементу. Доля Шахтау може спіткати декілька подібних шиханів. У Башкортостані активістами розгорнута кампанія по збереженню пам'яток природи. Активісти вважають акт знищення Шахтау прикладом варварського відношення до природи, а кар'єр, утворений на його місці, називають шрамом на обличчі Башкортостану.

## Фізико-географічна характеристика
Шахтау — короткий хребет завдовжки 1,3 км, завширшки 980 м, витягнутий у північно-західному напрямку. Підносився над рівнем р. Білої (до початку розробки) на 210 м (336 м над рівнем моря). Розташований на правому березі річки Селеук.
Масив Шахтау складена вапняками, зім'ятими в зморшки субмеридіанального простягання, вісь якої піднімається у південному напрямку; східний схил масиву розмитий у предартинський час і відповідно на східному крилі спостерігається різке налягання верхньоартинських відкладень на ассельські та сакмарські. На формування тектоно-седиментаційної структури рифогенних відкладень масиву Шахтау вплинули також регіональні дислокації Передуралля і, зокрема, утворення шиханського піднесеного горсту. Поєднання первинного вибагливого накопичення опадів рифогенних фацій і накладених тектонічних процесів призвели до формування тіла з дуже складною внутрішньою структурою.
Вапнякам Шахтау притаманні звичайні якості вапняків органогенних споруд — хімічна чистота, світле забарвлення, масивність, відсутність шаруватості, структурна неоднорідність різного масштабу (плямистість), велика різноманітність типів порід, їх часта зміна. Крім чистих вапняків, у масиві зустрічаються доломітизиовані вапняки явно вторинного походження. Слід зазначити, що вапняки Шахтау надзвичайно багаті рештками різноманітних організмів.
У підніжжя гори розташований мікрорайон Шахтау.